# Perioclic
Perioclic est une base de données décrivant les revues et les articles disponibles dans les bibliothèques publiques de la Fédération Wallonie Bruxelles (Belgique francophone) et leurs partenaires. Elle permet aux internautes de localiser ces revues et de demander gratuitement par courriel des copies numériques d’articles. Cet outil existe grâce au travail collaboratif des bibliothèques publiques de la Fédération Wallonie-Bruxelles.

## Historique
Perioclic est en ligne depuis octobre 2016. Cette base de données est le fruit du travail de la Commission de conservation partagée des périodiques et de la Commission de dépouillement partagé des périodiques. Ces deux commissions, coordonnées par le Service de la Lecture publique via sa cellule numérique et la Réserve centrale (Lobbes), ont pour but de mutualiser les ressources des bibliothèques publiques afin d’offrir aux lecteurs les références d’une large collection de périodiques,,,. Le site web est en cours d'amélioration afin de faciliter son accessibilité pour les personnes porteuses d'un handicap (visuel, auditif, physique,...).

## Contenu
Perioclic décrit et localise plus de 2.000 périodiques ainsi que plus de 200.000 descriptions d’articles sélectionnés dans plus de 380 revues.
Ces périodiques sont conservés par les bibliothèques publiques de la Fédération Wallonie-Bruxelles et leurs partenaires, leurs états de collection y sont détaillés.
Perioclic liste divers articles et revues touchant les domaines scientifiques, politiques, économiques, sociologiques, médicaux, historiques, géographiques ou encore artistiques et culturels. Parmi d'autres, des revues telles que Le Vif/L'Express, Courrier international, l'Obs sont localisées et décrites dans Perioclic.
Perioclic est une base de données qui permet de localiser facilement la ou les revues conservées ou disponibles dans le(s) bibliothèque(s).
Perioclic.be est consultable sur les smartphones et les tablettes et plusieurs capsules expliquant l’utilisation de Perioclic sont disponibles sur YouTube.